# 바이러스성 출혈열
바이러스성 출혈열(viral hemorrhagic fevers; VHFs)은 바이러스 감염으로 인해 출혈과 열이 동반되는 질병을 의미한다. 아레나바이러스과, 필로바이러스과, 분야바이러스과, 플라비바이러스과, 랍도바이러스과의 총 다섯개 RNA 바이러스과가 원인으로 지목된다. 고열과 쇼크, 사망으로 진행되는 경우가 많다. 증세도 한타바이러스에 의한 스칸디나비아 신증후군 출혈열의 경우 비교적 경미한 출혈열을 보이는 데에서부터 에볼라바이러스의 매우 치명적인 출혈열 등 다양하다.

## 원인
다음의 다섯 바이러스과가 바이러스성 출혈열을 일으키는 원인으로 지목된다.
- 아레나바이러스과: 라싸열(라싸바이러스), 루요출혈열(루요바이러스), 아르헨티나 출혈열(후닌바이러스), 볼리비아 출혈열(마추포바이러스), 브라질 출혈열(사비아바이러스), 차파레 출혈열(차파레바이러스), 베네수엘라 출혈열(과나리토바이러스), 화이트워터아로요출혈열(화이트워터아로요바이러스), 알쿠르마 출혈열(알쿠르마 출혈열 바이러스)
- 분야바이러스과: 오르토분야바이러스가 신증후군 출혈열과 크리미안 콩고 출혈열을, 플레보바이러스가 리프트밸리열을 일으킨다.
- 필로바이러스과: 에볼라바이러스, 마르부르크 바이러스
- 플라비바이러스과: 뎅기열에서 발전한 형태인 뎅기출혈열과 황열이 대표적이며, 진드기매개뇌염군에서 옴스크출혈열, 키야스너삼림병 이 있다.
- 2012년 9월 바콩고 주의 출혈열 환자에게서 랍도바이러스과의 바이러스를 분리했음이 플로스 병원균 학회지(PLOS Pathogens)에 보고되었다. 이 바이러스는 바콩고바이러스라 명명되었는데, 사람간 전염이 이루어지는 것으로 보인다. 에페메로바이러스속, 티브로바이러스속과 계통학적으로 가까운 것으로 보인다.

멕시코에서 1545년과 1576년에 발생한 코코리츨리유행병의 원인은 아직 알려지지 않았으나, 1545년의 경우 세균성 출혈열일 가능성이 높다.

## 예방
격리 가이드라인에 의하면 모든 바이러스성 출혈열 환자들은 손의 위생을 철저히 하고, 장갑을 두 겹씩 끼며, 가운을 입고, 신발과 다리를 덮고, 보안면이나 고글을 착용하는 등 접촉에 각별히 주의해야한다. 라싸바이러스, 크리미안 콩고 출혈열, 마르부르크 바이러스들은 모두 원내감염이 발생했다. 따라서 N95 마스크 등 공기를 통한 전염에도 특별히 주의해야한다. 페놀성 소독제나 표백제 등 차아염소산염을 통해 주변 환경에 존재하는 병원체들을 제거할 수 있다.

## 역학
바이러스성 출혈열로 여겨지는 유행병은 다음과 같다.
- 멕시코에서 1545년과 1576년에 퍼진 코코리츨리.[1][5][6][7][8]
- 미국 필라델피아의 인구 10%를 앗아간 1793년 필라델피아 황열 유행.
- 가봉의 메캄보에서 발생한 에볼라 출혈열.
- 콩고 민주 공화국의 동부주에 있는 작은 마을 두르바(Durba)와 와차(Watsa)에서 발생한 1998~2000년 마르부르크 출혈열.
- 앙골라의 우이즈주에서 2005년에 발생한 마르부르크 출혈열[9]
- 콩고 민주 공화국의 음웨카(Mweka)에서 2007년 8월에 발생해 103명의 사람을 죽인 에볼라바이러스.
- 펠로폰네소스중에 발생한 아테네 역병 역시 바이러스성 출혈열로 지목된다.[10]
- 유스티아누스 페스트 역시 바이러스성 출혈열이었다는 이론이 있다.[11]
- 2008년 9~10월에 발생한 루요바이러스 유행.[12]
- 서아프리카 에볼라 유행

## 생화학무기
바이러스성 출혈열은 주로 호흡기를 통해 전염된다. 소련에서 망명한 케니스 알리벡(Ken Alibek)에 의하면, 1980년대에 중국이 바이러스성 출혈열을 생화학무기로 사용하려고 했으나 밖으로 새어나가면서 개발이 중지되었다. 공기로 전염되는 특징으로 인해 무기로 개발될 잠재력이 충분하다 여겨지며, 여러 종의 바이러스들 중 무엇이 감염원인지 구분하는 것이 어렵기 때문에 무기로 개발 시 충분한 위력이 있다.

## 같이 보기
- 바이오안전성